# Siegfried Schopflocher
Siegfried Schopflocher (* 26. September 1877 in Fürth, Deutschland; † 27. Juli 1953 in Montreal, Kanada) war ein deutsch-kanadischer Bahai und einer der sieben Hände der Sache, die von Shoghi Effendi am 29. Februar 1952 ernannt wurden.

## Leben
Siegfried Schopflocher wurde als jüngstes von achtzehn Kindern des jüdischen Kaufmanns Solomon Schopflocher (1824–1903) und seiner Frau Sarah Goetz (1835–1908) geboren. Aufgewachsen als orthodoxer Jude wurde er nach dem Schulbesuch Agnostiker. Nach der Ausbildung als „Handlungslehrling“ verließ er am 31. Juli 1893 Fürth und zog nach Frankfurt am Main. Am 26. Oktober 1906 wanderte er nach Montreal in Kanada aus und wurde ein erfolgreicher Industrieller. Er war Präsident der Canadian Bronze Powder Works mit Büros auf dem ganzen Erdball und hatte die weltweiten Patentrechte an Bronzepulver. Im Januar 1918 heiratete er in New York Florence Evaline Snyder (1886–1970). Siegfried Schopflocher lernte danach den Bahai-Glauben kennen und schloss sich im Sommer 1921 in Green Acre in Eliot, Maine, (später wurde dort die Bahai-Sommerschule eröffnet) der Bahai-Gemeinschaft an. 1922 reiste er zur Pilgerfahrt nach Haifa. Dies war der Beginn von zahlreichen Reisen in das Zentrum des Glaubens. Die vielen Geschäftsreisen von Siegfried Schopflocher boten ihm die Gelegenheit, Aufträge für Shoghi Effendi zu erledigen, weltweit zahlreiche örtliche Bahai-Gemeinden zu besuchen und öffentliche Vorträge zu halten. Siegfried Schopflocher war von 1924 bis 1947 ein gewähltes Mitglied des gemeinsamen Nationalen Geistigen Rates der Bahai der Vereinigten Staaten und Kanada und ab 1948 des Nationalen Geistigen Rates von Kanada. Er setzte sich für die Entwicklung der Green Acre Bahai-Schule und der Geyserville Bahai-Schule in Kalifornien sowie den Aufbau einer kanadischen Bahai-Schule ein. Besondere Verdienste erwarb er sich im Zusammenhang mit dem Haus der Andacht in Wilmette bei Chicago, Illinois, und wurde daher von Shoghi Effendi als „Chief Temple Builder“ bezeichnet. Ihm gelang es mit der Unterstützung von Horace Holley, dass das Kanadische Parlament 1949 den Nationalen Geistigen Rat der Bahai in Kanada durch ein Gesetz anerkannte. 1952 ernannte Shoghi Effendi Siegfried Schopflocher zur Hand der Sache Gottes und beauftragte ihn mit der Unterstützung des Nationalen Geistigen Rates der Bahai in Kanada bei der Gründung eines Nationalen Zentrums. Siegfried Schopflocher starb nach kurzer Krankheit und wurde in der Nähe des Grabes der ersten kanadischen Hand der Sache Gottes William Sutherland Maxwell auf dem Mt. Royal Cemetery in Montreal begraben.